# Электробезопасность
Электрическая безопасность, Электробезопасность, ЭБ — система организационных мероприятий и технических средств, предотвращающих вредное и опасное воздействие на работающих электрического тока, электрической дуги, электромагнитного поля и статического электричества.
Электрическая безопасность включает в себя правовые, социально-экономические, организационно-технические, санитарно-гигиенические, лечебно-профилактические, реабилитационные и иные мероприятия.
Правила электробезопасности регламентируются правовыми и техническими документами, нормативно-технической базой.
Знание основ электробезопасности обязательно для персонала, обслуживающего электроустановки и электрооборудование.

## Методы защиты
Методами защиты является ряд мероприятий по снижению вероятности до нуля получения травм и/или повреждений при использовании электрооборудования.

### Проектирование
Проектирование осуществляется лицом, обладающим необходимой на проектировку электросистем документацией (компетентностью) или же квалифицированным лицом под руководством компетентного лица. При проектировании учитываются все возможные риски при использовании электроэнергии и применяются методы избежания опасностей. При проектировании всегда исходят из самых худших условий эксплуатации с учётом 100 % вероятности всех рисков. Перед сдачей проекта в эксплуатацию, в зависимости от степени опасности проектируемого объекта, он должен пройти согласование в соответствующих инстанциях.

#### Снижение напряжения прикосновения
Значения до 50 Вольт с токовой развязкой цепей, позволяющие сократить расстояние между биологическим организмом и данной токоведущей частью вплоть до прикосновения.

### Заземление
Защитное преднамеренное электрическое соединение электроустановок и потребителей с заземляющим устройством в соответствии с заводской инструкцией или проектом.

#### Возможность оперативного снятия напряжения

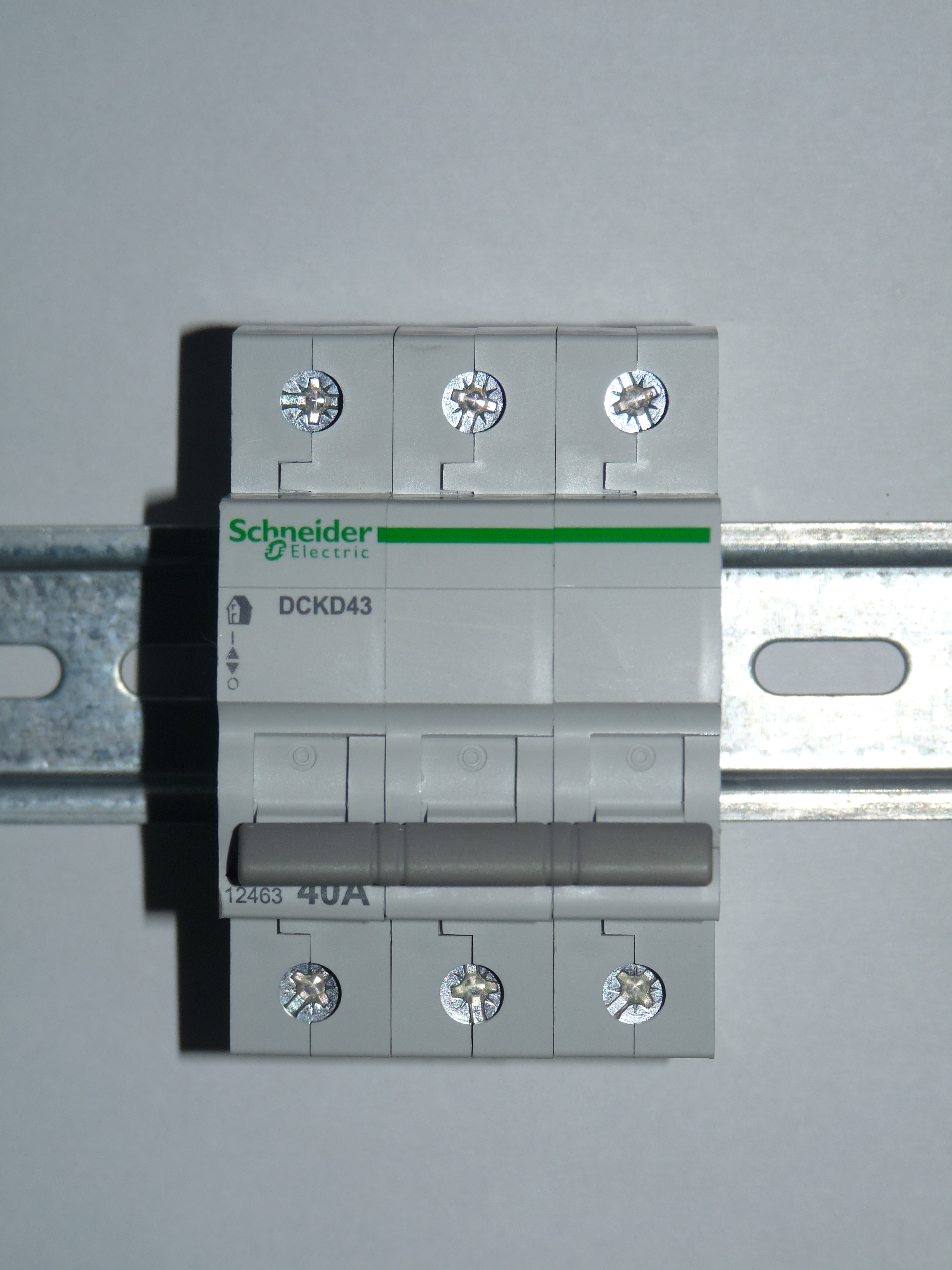
Установленный трёхфазный рубильник (выключатель нагрузки) на DIN-рейке

В случае возникновения опасных ситуаций, всегда должны иметься возможность как можно быстрее снять напряжение и освободить тем самым попавших под напряжение людей. Для этих целей на входе в электрощит используют выключатель нагрузки — рубильник. В случае попадания людей под напряжение, отключение входного рубильника обесточит сразу все цепи, освободив тем самым попавших под напряжение людей — процесс снятия напряжения в этом случае произойдёт намного быстрее чем поиск группового предохранителя, тем самым сильно повысив шансы на спасение пострадавших. Рубильник подбирается по количеству фаз и номинальному току. Выбор номинального тока рубильника может происходить на основании трех фактов:
- совпадать с номинальным током предохранителя, защищающем питающую линию данного электрощита
- по сумме номинальных токов всех групповых предохранителей (нежелательно)
- в случае, если питающий кабель является магистральным и снабжает электроэнергией сразу несколько электрощитов, то в качестве входного коммутационного аппарата устанавливается предохранитель

##### Цепи электродвигателей

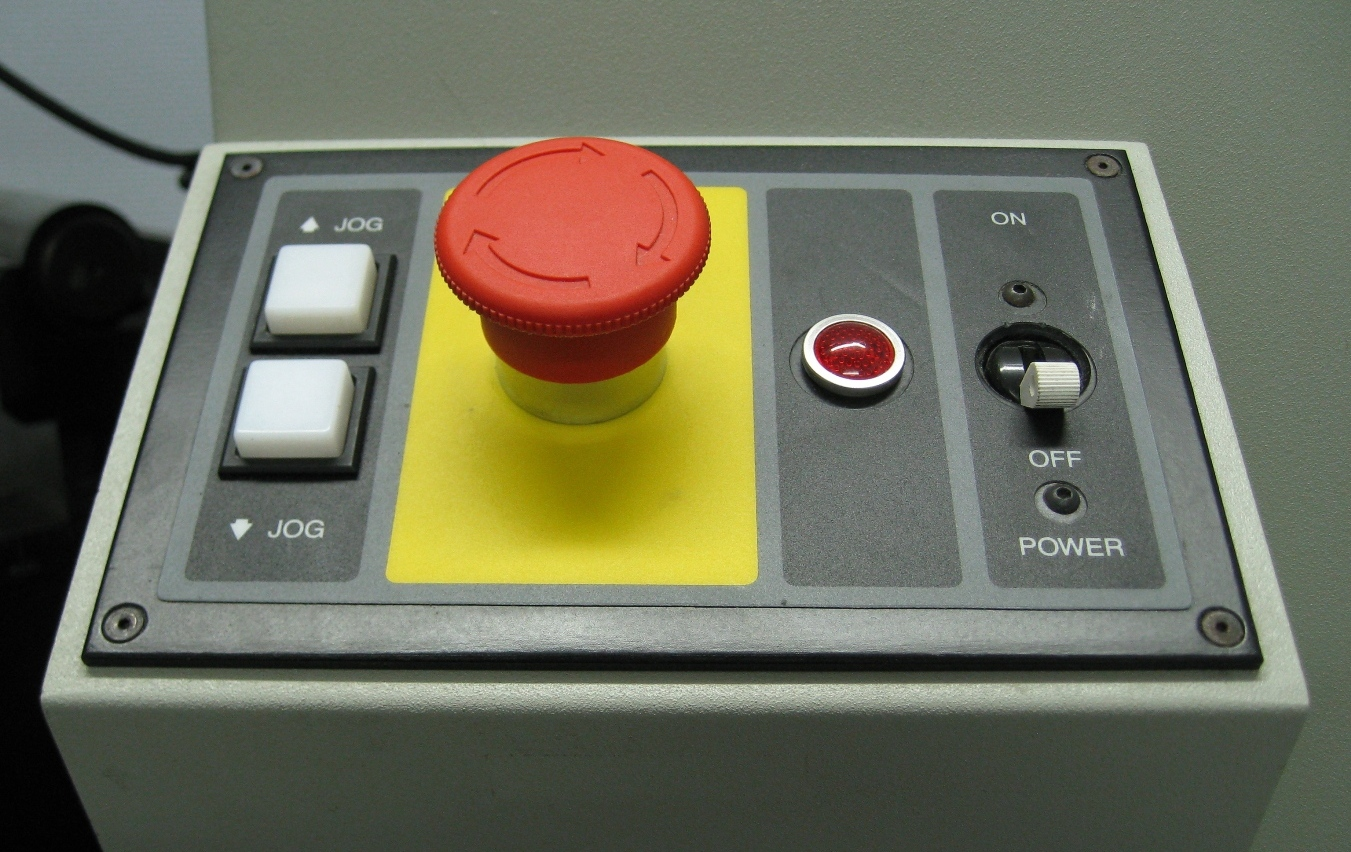
Кнопка экстренной остановки

Во избежание механических травм в снабжённых электродвигателями аппаратуре используется кнопка экстренной остановки, так называемая кнопка-гриб-боровик. Как правило, это фиксирующаяся в устойчивом положении кнопка с нормально-замкнутыми контактами, включаемая в цепь управления электродвигателем последовательно контактору. В случае нажатия на эту кнопку, механизм фиксируется в «утопленном» положении, тем самым удерживая цепь управления в разомкнутом состоянии; а поскольку катушка контактора больше не получает электропитания, то контактор разводит пары контактов, разрывая при этом цепь и прекращая снабжение электродвигателя. По прекращении подачи электропитания на электродвигатель, происходит его остановка и освобождение человека от механического воздействия крутящихся механических частей электродвигателя.

#### Пожарная безопасность

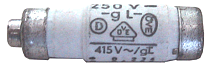
Предохранитель

При проектировании, одной из целей является недопущение опасных режимов работы, при которых может произойти перегрев проводки и пожар. Электросистема должна быть спроектирована таким образом, чтобы исключить работу при аварийных режимах, ведущих к повреждению чрезмерной температурой или пожару. Иными словами, вся выделяющаяся при эксплуатации тепловая энергия должна рассеиваться в окружающую среду без повреждения каких-либо частей электрооборудования.

#### Электрическое разделение сетей
Разветвленная электрическая сеть большой протяженности имеет значительную ёмкость и небольшое сопротивление фаз относительно земли. В этом случае даже прикосновение к одной фазе является очень опасным. Если единую сеть разделить на ряд небольших сетей такого же напряжения, то опасность поражения резко снижается. Обычно разделение сетей осуществляется путём подключения отдельных электроустановок через разделительные трансформаторы. Защитное разделение сетей допускается лишь для сетей до 1000 В.

### При проведении электроработ
При проведении электроработ рассматривается обеспечение недоступности к токоведущим частям (как во время работ, так и после) для сведения к минимуму рисков или вовсе исключение опасности прикосновения к токоведущим частям электрооборудования. Это достигается посредством ограждения и расположения токоведущих частей на недоступной высоте или в недоступном месте. Ограждения применяют сплошные и сетчатые с размером ячейки сетки 25×25 мм. Сплошные ограждения в виде кожухов и крышек применяются в электроустановках до 1000 В.

#### Ответственность
- наличие юридически-ответственного за электроработы лица (производителя электроработ), обладающего необходимой документацией (компетентностью) на проведение электроработ данного вида;
- наличие у исполнителей электроработ достаточной квалификации для безопасного исполнения электроработ;
- обладание необходимыми инструментами и прочим оборудованием для безопасного проведения электроработ.

#### Место проведения электроработ
Перед началом электроработ, подготавливают место:
- для исключения опасностей, место проведения электроработ огораживается от посторонних;
- для безопасности самих рабочих, ликвидируются те или иные источники опасности, представляющие опасность для самих рабочих и/или угрожающие безопасному проведению работ;
- Во влажной среде неподходящее оборудование может стать неисправным, поэтому нужно убедиться что в окружающей среде нет избытка воды.

#### Снятие напряжения

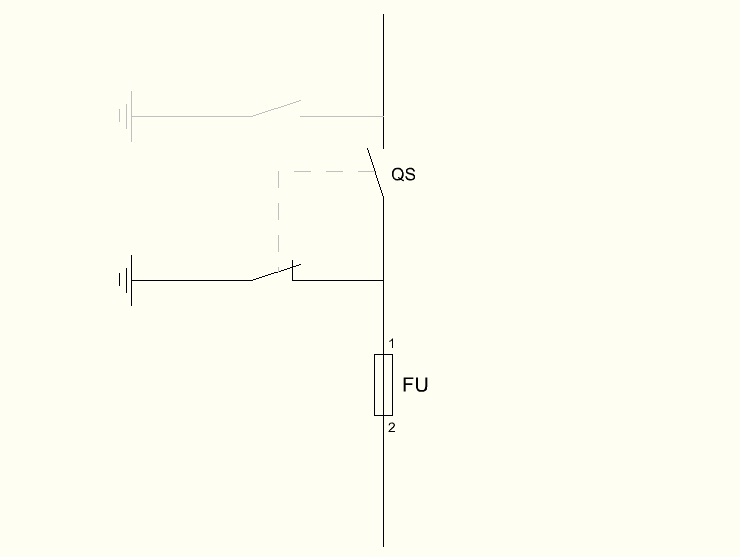
Схема одностороннего питания. На время проведения электроработ, сторона потребителя всегда должна быть закорочена на землю.

Во избежание создания опасных ситуаций, перед началом работ снимается напряжение на задействованном участке электроцепи и коммутационный аппарат помечается соответствующими предупреждающими знаками. В промышленных электроустановках используются заземляющие ножи, закорачивающие фазные провода на стороне потребителя при снятии напряжения на землю: в случае ошибочного возвращения напряжения произойдёт короткое замыкание и срабатывание предохранителя, работающие в электроустановке люди при этом не пострадают. При электроработах в жилом хозяйстве чаще всего ограничиваются отключением предохранителя — таким образом случайный возврат напряжения поставит под угрозу жизни работающих в электроустановке людей. Для воздушных линий используется переносное заземление.

##### Проверка отсутствия напряжения
Техническое мероприятие.
Проверка отсутствия напряжения на оголённых проводниках проверяется исключительно двухполюсным указателем напряжения УНН-1. Перед работой сам УНН-1 проверяется на исправность в том месте, где есть соответствующее напряжение. Прибор должен эксплуатироваться и храниться надлежащим образом. В сетях выше 1000 Вольт применяется указатель высокого напряжения УВН.

#### Инструменты

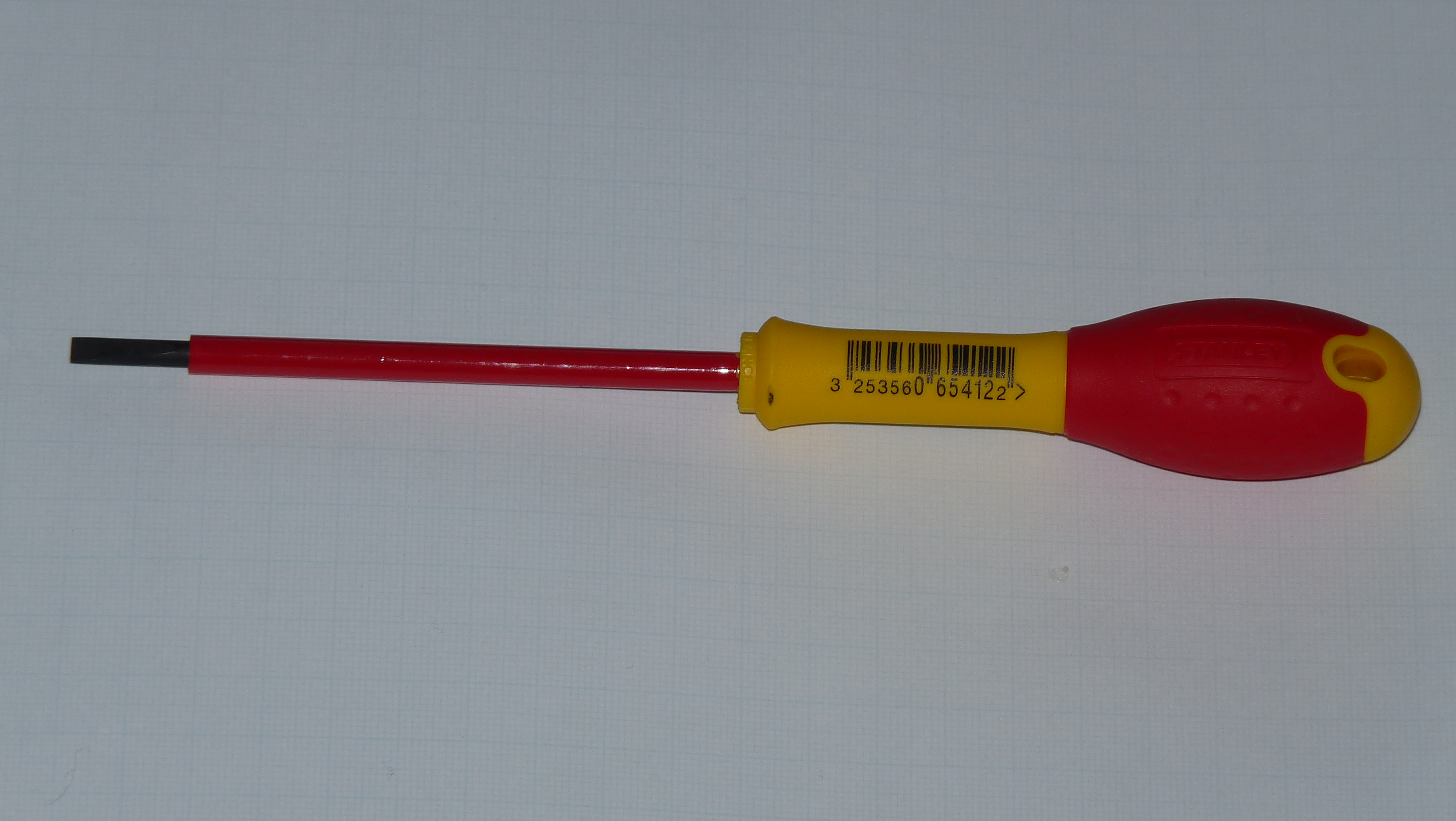
Отвёртка с изолированной рукояткой.

При проведении работ в электроустановке допускается использование только изолированных инструментов, имеющих изолированную рукоятку на отведённое напряжение. Во избежание поражения электрическим током или ожогов из-за короткого замыкания, строго запрещается работать в электроустановке слесарными инструментами.

#### Работа под напряжением
Работа под напряжением представляет собой риски:
- поражение электрическим током ввиду большой площади открытых проводников;
- получения ожогов из-за возможности создания случайного короткого замыкания.

##### До 400 вольт
При невозможности снять напряжение, рабочие используют спецоборудование: диэлектрические перчатки и защиту лица от ожогов. Перед началом работ тщательно взвешиваются возможные риски и ликвидируются источники потенциальной опасности для самих рабочих.

##### Дистанционная работа без снятия напряжения
Схема: токопровод — изолирующая штанга прошедшая испытания -перчатки резиновые — электромонтёр на земле.
Работа под потенциалом без снятия напряжения и разрыва линии на допустимых безопасных межлинейных расстояниях и землёй
Схема: испытанная корзина на изолирующих вставках -электромонтёр в экранной защите -штанга для зацепления уравнительного проводника на корзине с линейным проводом.
Ещё одна схема: Вертолёт с уровнителем в воздухе — штанговое зацепление уровнителя к линии — высадка на линию.

#### Установка
Главной целью установки является сведение к минимуму рисков, связанных с использованием электроэнергии. Например, все аппараты контроля и управления должны быть скрыты в панель, доступ к находящимся под опасным напряжением проводящим частям должен быть надёжно закрыт от случайного прикосновения, степень защиты электрооборудования должна соответствовать среде эксплуатации.

#### Окончание работ
По окончании работ, место работы приводится в порядок, мусор утилизируется и перед возвращением напряжения работа принимается ответственным за проведение электроработ лицом (исполнитель электроработ) или же обладающим соответствующими полномочиями инспектором органов технического надзора. На момент возвращения напряжения, электроустановка должна быть полностью пригодна для использования: все рабочие должны покинуть место проведения электроработ (ввиду завершённости) и проводящие части должны быть тщательно закрыты от посторонних.

### При бытовом использовании электроэнергии
- Своевременное обслуживание.
- Своевременный контроль изоляции и заземления.
- Отказ от искусственного создания опасных ситуаций самим бытовым пользователем.

### Электрическая изоляция

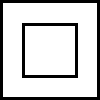
Таким символом маркируются электроустановки с двойной изоляцией

Слой диэлектрика, которым покрывают поверхность токоведущих элементов, или конструкция из непроводящего материала, с помощью которой токоведущие части отделяются от остальных частей электрооборудования.
Выделяют следующие виды изоляции:
- рабочая — электрическая изоляция токоведущих частей электроустановки, обеспечивающая её нормальную работу и защиту от поражения электрическим током;
- дополнительная — электрическая изоляция, предусмотренная дополнительно к рабочей изоляции для защиты от поражения электрическим током в случае повреждения рабочей изоляции;
- двойная — изоляция, состоящая из рабочей и дополнительной изоляции;
- усиленная — улучшенная рабочая изоляция, которая обеспечивает такую же защиту от поражения электрическим током, как и двойная изоляция;
- сопротивление изоляции должно быть не менее 0.5 МОм.

Каждый используемый в быту электроприбор имеет определённый класс защиты. Каждому классу защиты соответствует своя степень изоляции:
- Класс 0 — прибор имеет только рабочую изоляцию (на сегодняшний день не выпускаются);
- Класс 1 — прибор имеет только рабочую изоляцию, но при этом имеет контакт для присоединения защитного провода;
- Класс 2 — прибор имеет рабочую и дополнительную изоляцию или же усиленную и тем самым не требует заземления;
- Класс 3 — прибор питается безопасным для человека напряжением и не требует усиленных мер предосторожности

## Группы по электробезопасности
В России в соответствии с ПТЭЭП (Правила Технической Эксплуатации Электроустановок Потребителя) и ПТБ для персонала, обслуживающего (работающего) электроустановки, установлено 5 квалификационных групп по электробезопасности:
- I квалификационная группа присваивается не электротехническому производственному персоналу: операторам ПК, обслуживающему электропечи и т. п.
- II квалификационная группа присваивается квалификационной комиссией не электротехническому персоналу, обслуживающему установки и оборудование с электроприводом, электросварщики (без права подключения), термисты установок ТВЧ, машинисты грузоподъемных машин, передвижные машины и механизмы с электроприводом, работающим с ручными электрическими машинами и другими переносными электроприемниками и т. д.
- III квалификационная группа присваивается электротехническому персоналу. Электротехнологический персонал в своих правах и обязанностях приравнивается к электротехническому персоналу. Эта группа дает право единоличного обслуживания, осмотра, подключения и отключения электроустановок от сети. Присваивается только по достижении 18-летнего возраста.
- IV квалификационная группа присваивается только лицам электротехнического персонала. Лица с квалификационной группой IV имеют право на обслуживание электроустановок напряжением выше 1000 В. Для инженера по охране труда необходим стаж работы на производстве (не важно на какой должности) не менее 3 лет.
- V квалификационная группа присваивается лицам, ответственным за электрохозяйство, и другому инженерно-техническому персоналу в установках напряжением выше 1000 В. Для инженера по охране труда для получения данной группы необходим стаж работы не менее 5 лет.

Лица с V квалификационной группой имеют право отдавать распоряжения и руководить работами в электроустановках напряжением как до 1000 В, так и выше.